# Panicum voeltzkowii
Panicum voeltzkowii är en gräsart som beskrevs av Carl Christian Mez. Panicum voeltzkowii ingår i släktet vipphirser, och familjen gräs. Inga underarter finns listade i Catalogue of Life.